# Бектакари
Бектакари (груз. ბერთაკარი, азерб. Beytəkər) — село Болнисского муниципалитета, края Квемо-Картли республики Грузия со 100 %-ным азербайджанским населением. Находится в юго-восточной части Грузии, на территории исторической области Борчалы.

## История
В 1990 - 1991 годах, в результате изменения руководством Грузии исторических топонимов населённых пунктов этнических меньшинств в регионе, название села Бейтекер («азерб. Beytəkər») было изменено на его нынешнее название - Бектакари.

## География
Граничит с поселком Казрети, селами Зварети и Хатиссопели Болнисского Муниципалитета, а также селами Самгрети и Самшвилде Тетрицкаройского муниципалитета.
На территории села Бектакари расположен экструзивный вулкан, который находится в процессе становления.

## Население
По данным Государственного статистического комитета Грузии, согласно официальной переписи 2002 года, численность населения села Бектакари составляет 289 человека и на 100 % состоит из азербайджанцев.

## Экономика
Население в основном занимается овцеводством, скотоводством и овощеводством. Жители села испытывают трудности с питьевой водой, нет природного газа.

## Достопримечательности
- Средняя школа.